# Machecoul-Saint-Même
Machecoul-Saint-Même [maʃku(l) sɛ̃ mɛm]  est, depuis le 1er janvier 2016, une commune nouvelle française née de la fusion des communes de Machecoul et Saint-Même-le-Tenu dans le département de Loire-Atlantique, en région Pays-de-la-Loire.

## Géographie
La commune nouvelle de Machecoul-Saint-Même a une superficie de 84,89 km2 (66,62 km2 pour Machecoul et 18,27 km2 pour Saint-Même-le-Tenu).

### Communes limitrophes
| Villeneuve-en-Retz Sainte-Pazanne | Sainte-Pazanne Saint-Mars-de-Coutais | Saint-Mars-de-Coutais Saint-Lumine-de-Coutais |
| Bois-de-Céné                      | Machecoul-Saint-Même                 | Saint-Philbert-de-Grand-Lieu                  |
| Bois-de-Céné                      | Bois-de-Céné Paulx                   | Paulx La Marne                                |

### Climat
Pour des articles plus généraux, voir Climat des Pays de la Loire et Climat de la Loire-Atlantique.
En 2010, le climat de la commune est de type climat océanique franc, selon une étude du CNRS s'appuyant sur une série de données couvrant la période 1971-2000. En 2020, Météo-France publie une typologie des climats de la France métropolitaine dans laquelle la commune est exposée à un climat océanique et est dans la région climatique  Bretagne orientale et méridionale, Pays nantais, Vendée, caractérisée par une faible pluviométrie en été et une bonne insolation. 
Pour la période 1971-2000, la température annuelle moyenne est de 12,3 °C, avec une amplitude thermique annuelle de 13,2 °C. Le cumul annuel moyen de précipitations est de 759 mm, avec 12 jours de précipitations en janvier et 6,2 jours en juillet. Pour la période 1991-2020, la température moyenne annuelle observée sur la station météorologique installée sur la commune est de 12,7 °C et le cumul annuel moyen de précipitations est de 866,4 mm,. Pour l'avenir, les paramètres climatiques de la commune estimés pour 2050 selon différents scénarios d'émission de gaz à effet de serre sont consultables sur un site dédié publié par Météo-France en novembre 2022.
| Mois                                  | jan.          | fév.          | mars           | avril         | mai           | juin          | jui.          | août          | sep.          | oct.          | nov.          | déc.          | année      |
| ------------------------------------- | ------------- | ------------- | -------------- | ------------- | ------------- | ------------- | ------------- | ------------- | ------------- | ------------- | ------------- | ------------- | ---------- |
| Température minimale moyenne (°C)     | 3,5           | 3             | 4,7            | 6,2           | 9,6           | 12,6          | 14            | 13,7          | 11,2          | 9,3           | 5,9           | 3,8           | 8,1        |
| Température moyenne (°C)              | 6,6           | 6,9           | 9,2            | 11,3          | 14,8          | 17,9          | 19,5          | 19,5          | 16,9          | 13,6          | 9,6           | 7             | 12,7       |
| Température maximale moyenne (°C)     | 9,7           | 10,7          | 13,7           | 16,4          | 20            | 23,2          | 25            | 25,2          | 22,6          | 18            | 13,3          | 10,3          | 17,3       |
| Record de froid (°C) date du record   | −8,9 07.01.09 | −8,5 04.02.12 | −10,7 01.03.05 | −3,7 04.04.22 | −1,1 01.05.16 | 4,5 01.06.11  | 7,3 10.07.04  | 5,7 21.08.14  | 0,9 26.09.10  | −2,5 29.10.03 | −7,1 16.11.07 | −8,5 16.12.09 | −10,7 2005 |
| Record de chaleur (°C) date du record | 17,1 01.01.22 | 23,2 27.02.19 | 25,2 30.03.21  | 28,5 30.04.05 | 31,7 26.05.17 | 38,9 18.06.22 | 41,7 18.07.22 | 39,3 07.08.20 | 35,1 09.09.23 | 31,3 01.10.23 | 21,5 08.11.15 | 17,7 31.12.22 | 41,7 2022  |
| Précipitations (mm)                   | 90,5          | 70,3          | 61,8           | 67,4          | 61            | 51            | 50,4          | 49,5          | 67,7          | 96,5          | 101,1         | 99,2          | 866,4      |

## Urbanisme

### Typologie
Au 1er janvier 2024, Machecoul-Saint-Même est catégorisée bourg rural, selon la nouvelle grille communale de densité à sept niveaux définie par l'Insee en 2022.
Elle appartient à l'unité urbaine de Machecoul-Saint-Même, une unité urbaine monocommunale constituant une ville isolée,. Par ailleurs la commune fait partie de l'aire d'attraction de Machecoul-Saint-Même, dont elle est la commune-centre,. Cette aire, qui regroupe 1 communes, est catégorisée dans les aires de moins de 50 000 habitants,.

## Toponymie
Le nom de Machecoul-Saint-Même est la réunion des noms de Machecoul et de Saint-Même-le-Tenu.

## Histoire
La commune de Machecoul-Saint-Même est née le 1er janvier 2016, du rapprochement de Machecoul et Saint-Même-le-Tenu, sous le régime de la commune nouvelle. Ces dernières sont devenues des communes déléguées de la nouvelle collectivité, conformément aux souhaits des conseils municipaux respectifs, émis le 22 octobre 2015, décision entérinée par arrêté préfectoral du 27 novembre 2015.

## Politique et administration
Selon l'arrêté préfectoral du 27 novembre 2015, le chef-lieu de la commune nouvelle est fixé à la mairie de Machecoul.

### Liste des maires
| Période        | Période        | Identité       | Étiquette | Qualité |
| -------------- | -------------- | -------------- | --------- | --- |
| 5 janvier 2016 | 4 juillet 2020 | Didier Favreau | DVD       | Ingénieur retraité de l'industrie pétrolière 3e vice-président de la CC Sud Retz Atlantique (2017 → 2020) Ancien maire de Machecoul (2014 → 2016) |
| 4 juillet 2020 | En cours       | Laurent Robin  | DVC       | Directeur commercial Ancien conseiller municipal Président de la CC Sud Retz Atlantique (depuis 2020)                                             |

### Communes déléguées
| Nom                | Code Insee | Intercommunalité             | Superficie (km2) | Population (dernière pop. légale) | Densité (hab./km2) |
| ------------------ | ---------- | ---------------------------- | ---------------- | --------------------------------- | ------------------ |
| Machecoul (siège)  | 44087      | CC de la région de Machecoul | 66,62            | 6 076 (2013)                      | 91                 |
| Saint-Même-le-Tenu | 44181      | CC de la Région de Machecoul | 18,27            | 1 191 (2013)                      | 65                 |

## Démographie
Selon le classement établi par l'Insee, Machecoul-Saint-Même est une ville isolée qui est le centre d'une aire urbaine. Elle fait partie de la zone d'emploi de Nantes et du bassin de vie de Machecoul. Toujours selon l'Insee, sur la base du regroupement des données des communes ayant formé la commune nouvelle, en 2010, la répartition de la population sur le territoire de la commune était considérée comme « peu dense » : 93 % des habitants résidaient dans des zones « peu denses »  et 7 % dans des zones « très peu denses ».

### Évolution démographique
L'évolution du nombre d'habitants est connue à travers les recensements de la population effectués dans la commune depuis sa création.

En 2022, la commune comptait 7 665 habitants, en évolution de +3,68 % par rapport à 2016 (Loire-Atlantique : +6,68 %, France hors Mayotte : +2,11 %).
| 2018  | 2022  |
| ----- | ----- |
| 7 553 | 7 665 |

## Culture locale et patrimoine

### Lieux et monuments
Voir : 
- Machecoul : Monuments et curiosités
- Machecoul : Monuments religieux
- Saint-Même-le-Tenu : Lieux et monuments
- Château de Machecoul
- Hôtel Réal des Perrières
- Gare de Machecoul
- Forêt de Machecoul
- Abbaye Notre-Dame de la Chaume
- Chapelle Sainte-Marie-Madeleine de Quinquenevent

### Personnalités liées à la commune

#### Histoire et noblesse
- Gauthier Jeanneau (XIVe siècle-1349), brigand notoire, est mort pendu à Machecoul.
- Les barons et ducs de Retz et seigneurs de Machecoul et leur famille (voir Machecoul#Ancienne seigneurie de Machecoul), notamment :
  - Béatrice de Machecoul (1185-1235), dame de Machecoul ;
  - Gilles de Rais (vers 1405-1440), baron de Retz et seigneur de Machecoul, maréchal de France, compagnon d'armes de Jeanne d'Arc, a vécu au château de Machecoul ;
  - Henri de Gondi (1590-1659), duc de Retz et seigneur de Machecoul, est né au château de Machecoul ;
  - Pierre de Gondi (1602-1676), duc de Retz et seigneur de Machecoul, a vécu et est mort au château de Machecoul (un Boulevard Pierre de Gondy (orthographié à l'ancienne) porte aujourd'hui son nom à Machecoul) ;
  - Catherine de Gondi (1612-1677), épouse du précédent, duchesse héritière de Retz et dame de Machecoul, a vécu et est morte au château de Machecoul ;
  - Paule-Marguerite Françoise de Gondi (1655-1716), duchesse de Retz et dame de Machecoul, est née et a vécu au château de Machecoul.
- Charles de Gondi (1569-1596), marquis de Belle-Île, gentilhomme de la Chambre, général des galères de France et gouverneur de Fougères, est inhumé à Machecoul.
- Antoinette d'Orléans-Longueville (1572-1618), jeune veuve du précédent, dame de Château-Gontier et, par son mariage, marquise de Belle-Île, a vécu à Machecoul.
- François Rousselet de Châteaurenault (????-1677), marquis de Château-Renault en Touraine, baron de Noyers, seigneur de Blanchardaye en Bretagne, fut le gouverneur des villes et château de Machecoul et de Belle-Isle.

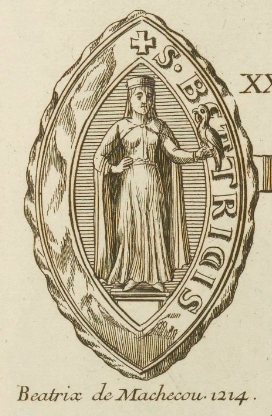
Béatrice de Machecoul (1185-1235)
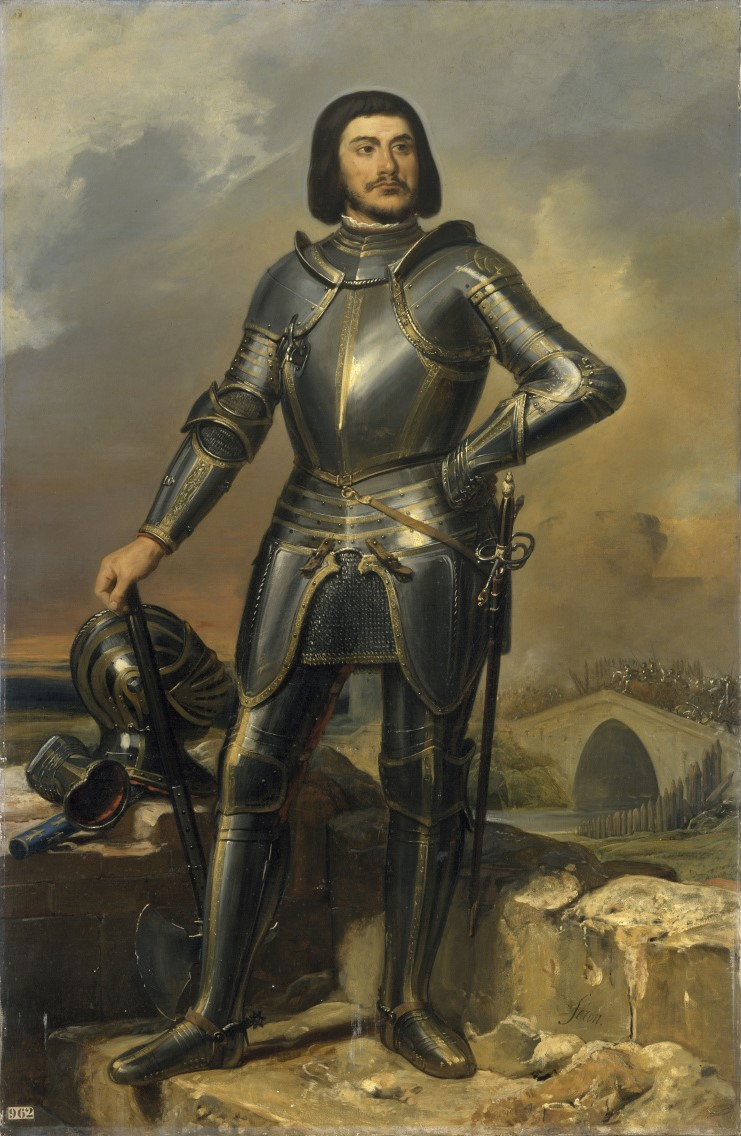
Gilles de Retz (1405-1440)
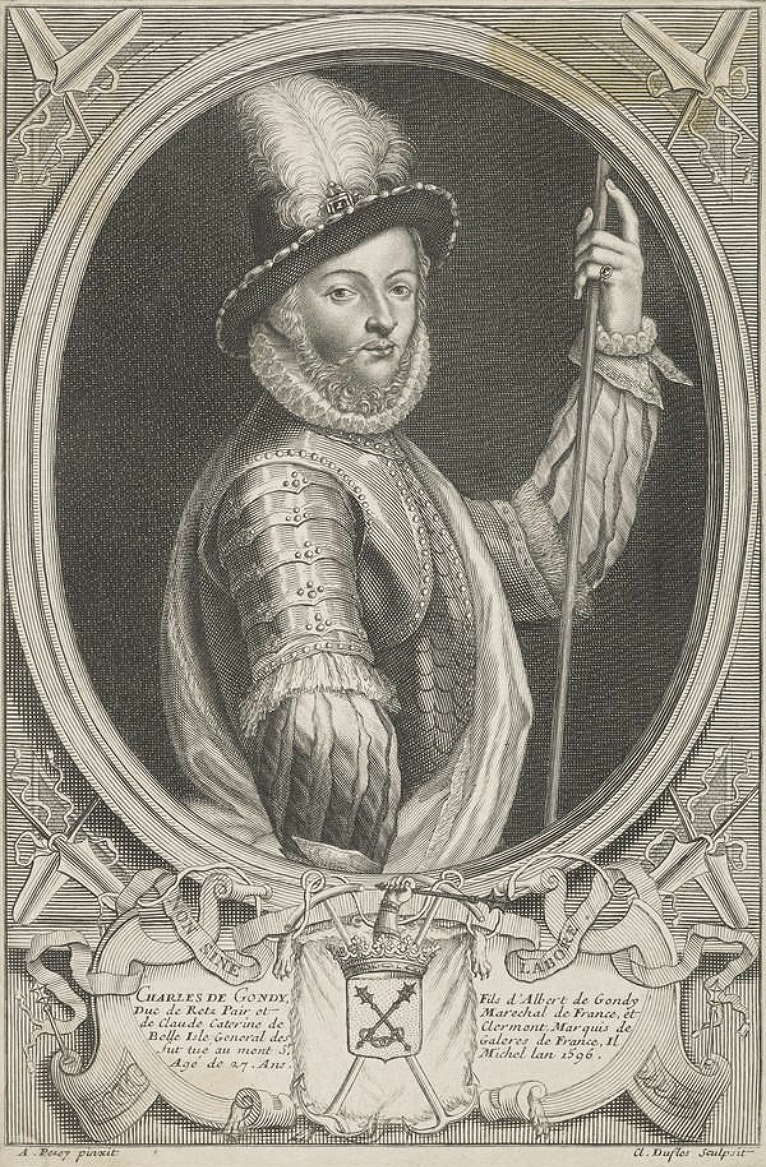
Charles de Gondi (1569-1596)
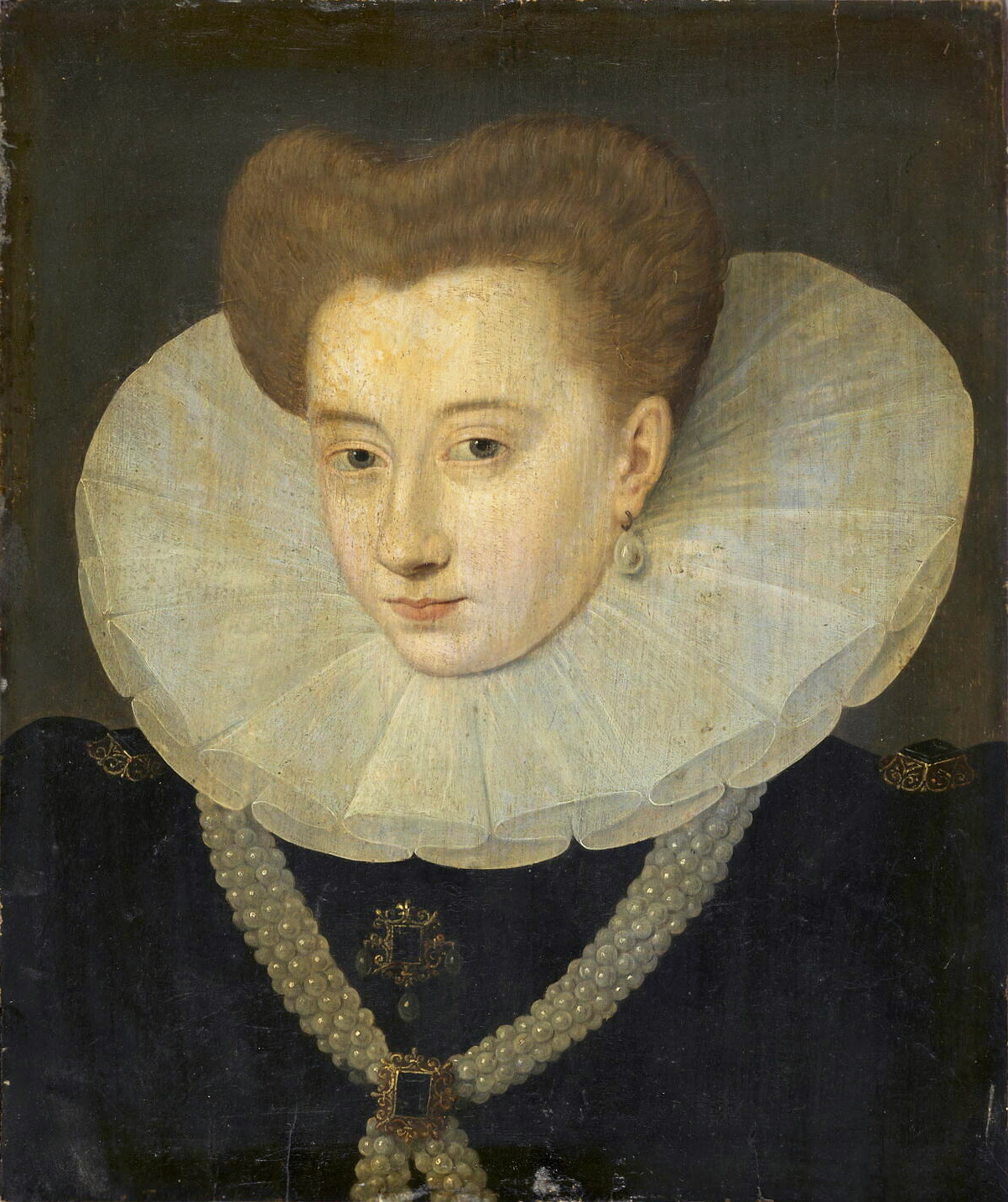
Antoinette d'Orléans-Longueville (1572-1618)
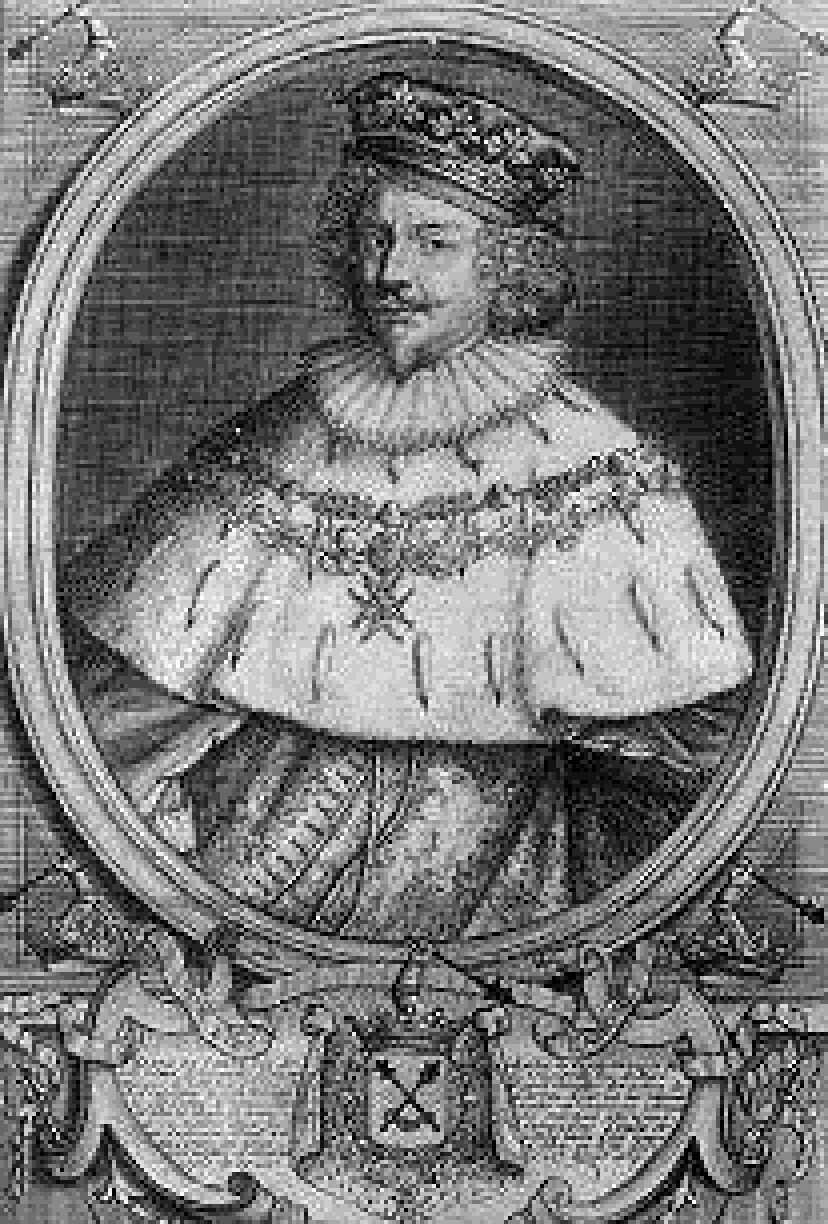
Henri de Gondi (1590-1659)
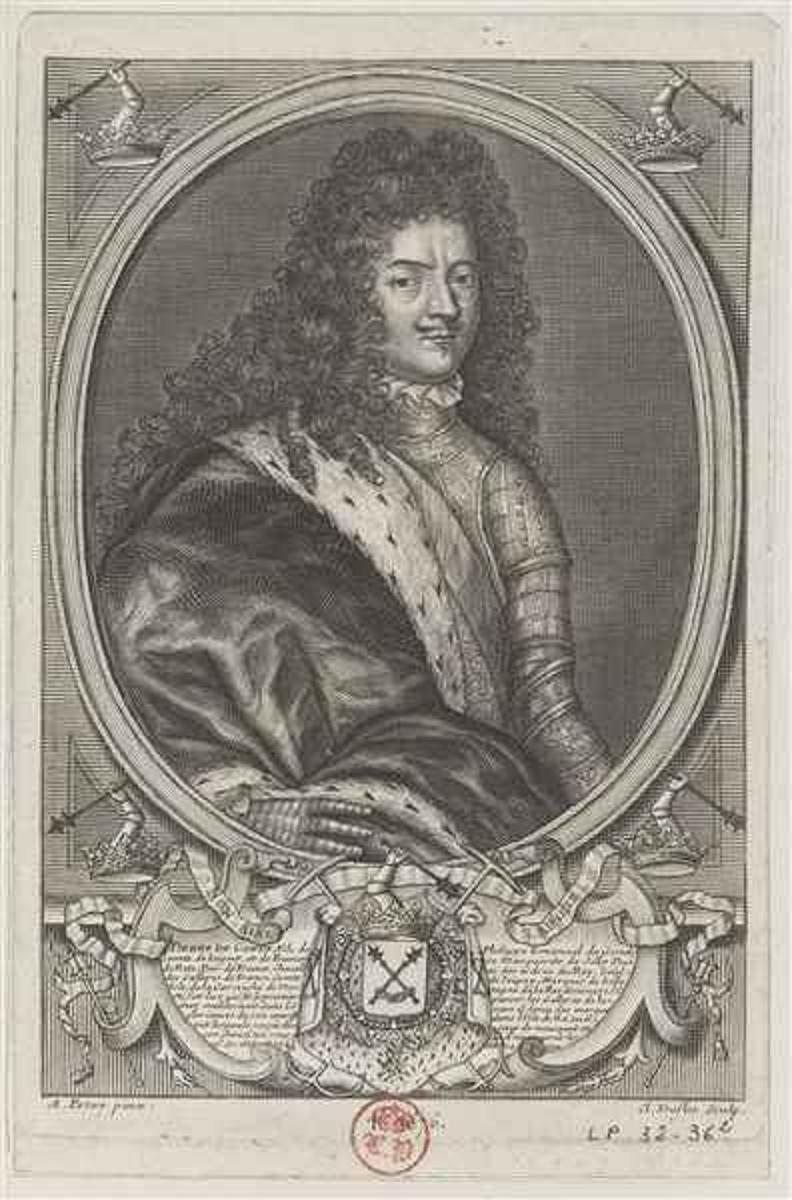
Pierre de Gondi (1602-1676)
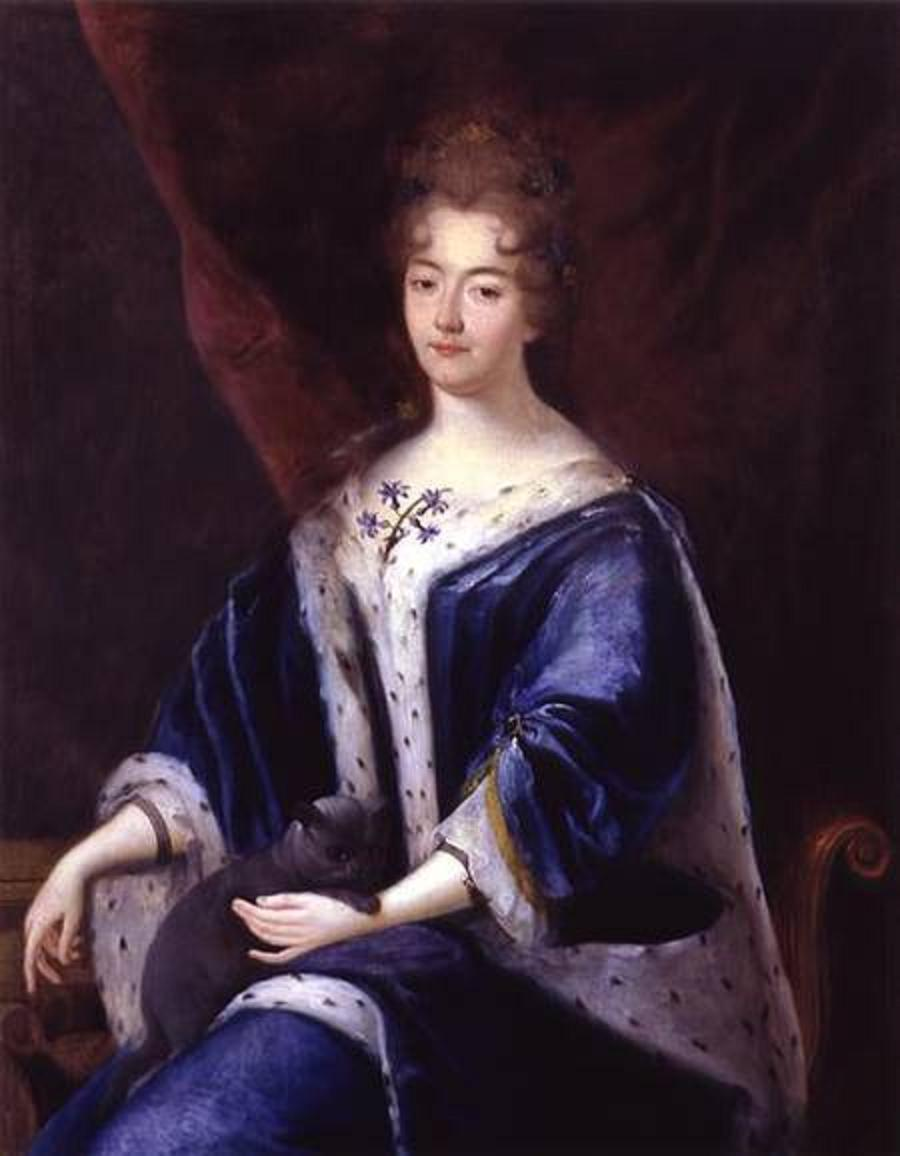
Paule-Marguerite Françoise de Gondi (1655-1716)

#### Religion
- Pierre de Gondi (1533-1616), cardinal-prêtre, évêque-duc de Langres, fut abbé commendataire de l'abbaye Notre-Dame de la Chaume de Machecoul.
- Jean-François de Gondi (1584-1654), premier archevêque de Paris, fut abbé commendataire de l'abbaye Notre-Dame de la Chaume de Machecoul.
- Jean-François Paul de Gondi (1613-1679), dit le cardinal de Retz, cardinal-prêtre, archevêque coadjuteur de Paris puis archevêque de Paris, fut abbé commendataire de l'abbaye Notre-Dame de la Chaume de Machecoul.
- Marie-Catherine Antoinette de Gondi (1648-1716), religieuse calvairienne sous le nom de « sœur Antoinette de Sainte-Scholastique », est née à Machecoul.
- Christophe-Louis Turpin de Crissé de Sanzay (1670-1746), évêque de Rennes puis de Nantes, fut abbé commendataire de l'abbaye Notre-Dame de la Chaume de Machecoul.
- Émile-Joseph Legal (1849-1920), oblat de Marie-Immaculée, évêque puis archevêque au Canada, a étudié au collège de Machecoul.
- Jean-Marie Blois (1881-1946), missionnaire MEP, évêque en Mandchourie à Moukden, est né à Machecoul.
- Jean-Charles Thomas (1929-2023), évêque d'Ajaccio puis de Versailles, est mort à Machecoul.

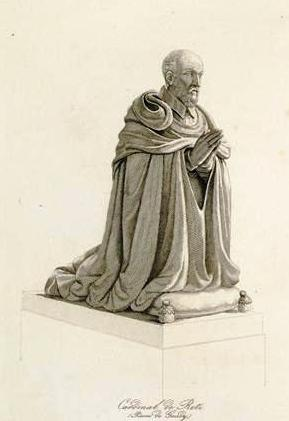
Pierre de Gondi (1533-1616)
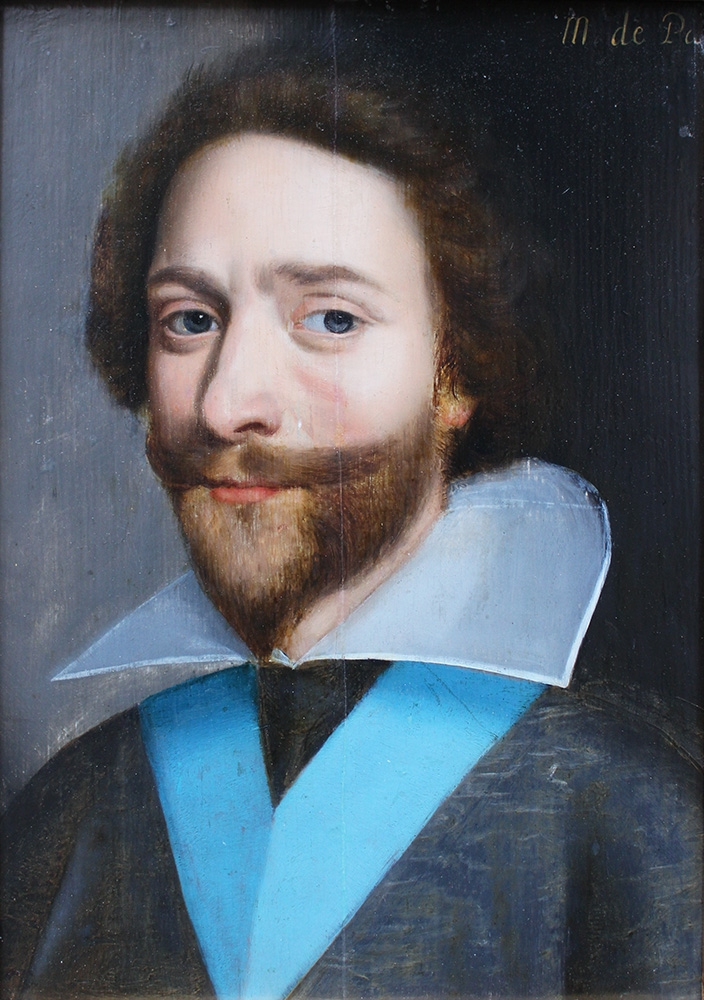
Jean-François de Gondi (1584-1654)
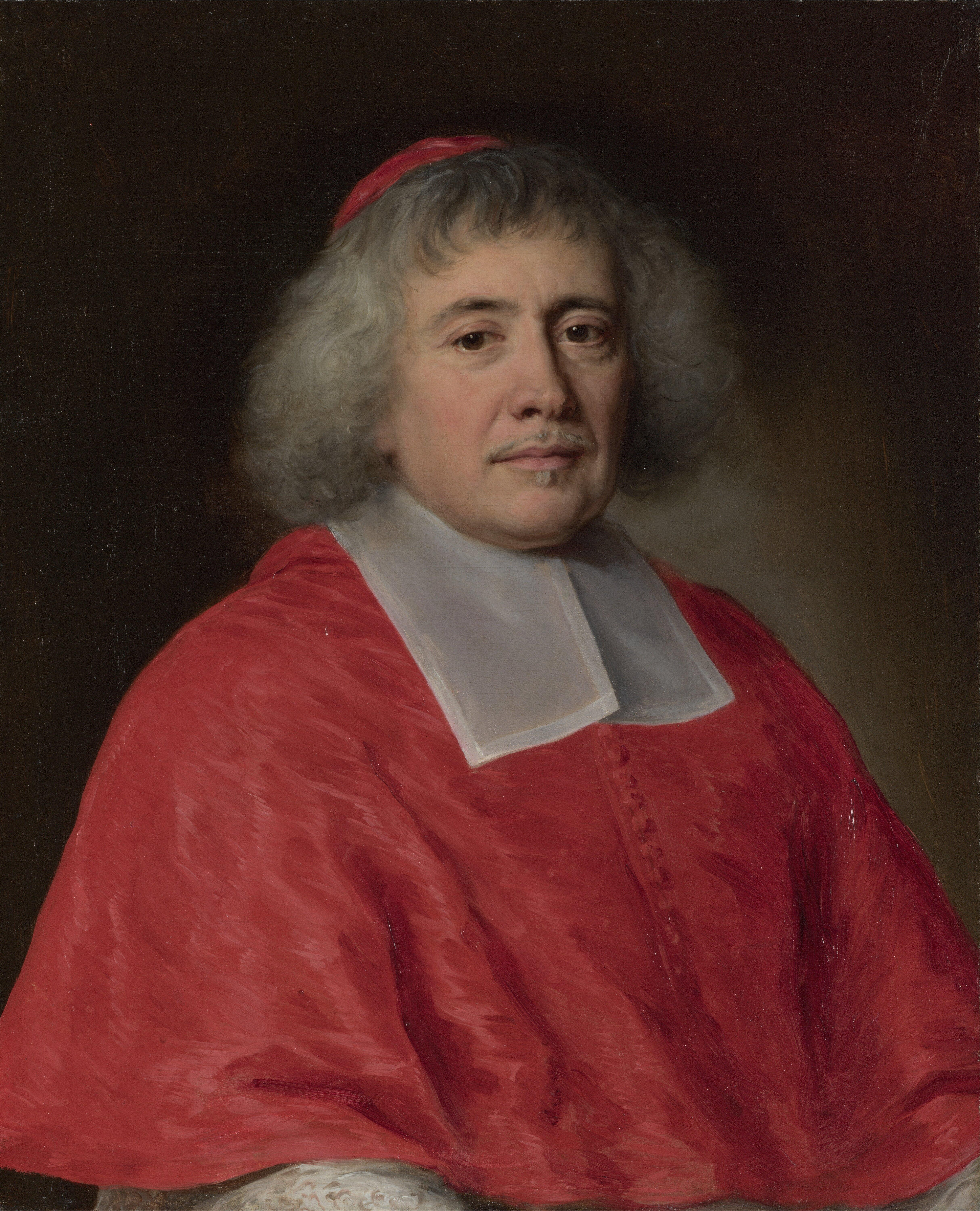
Jean-François Paul de Gondi (1613-1679)
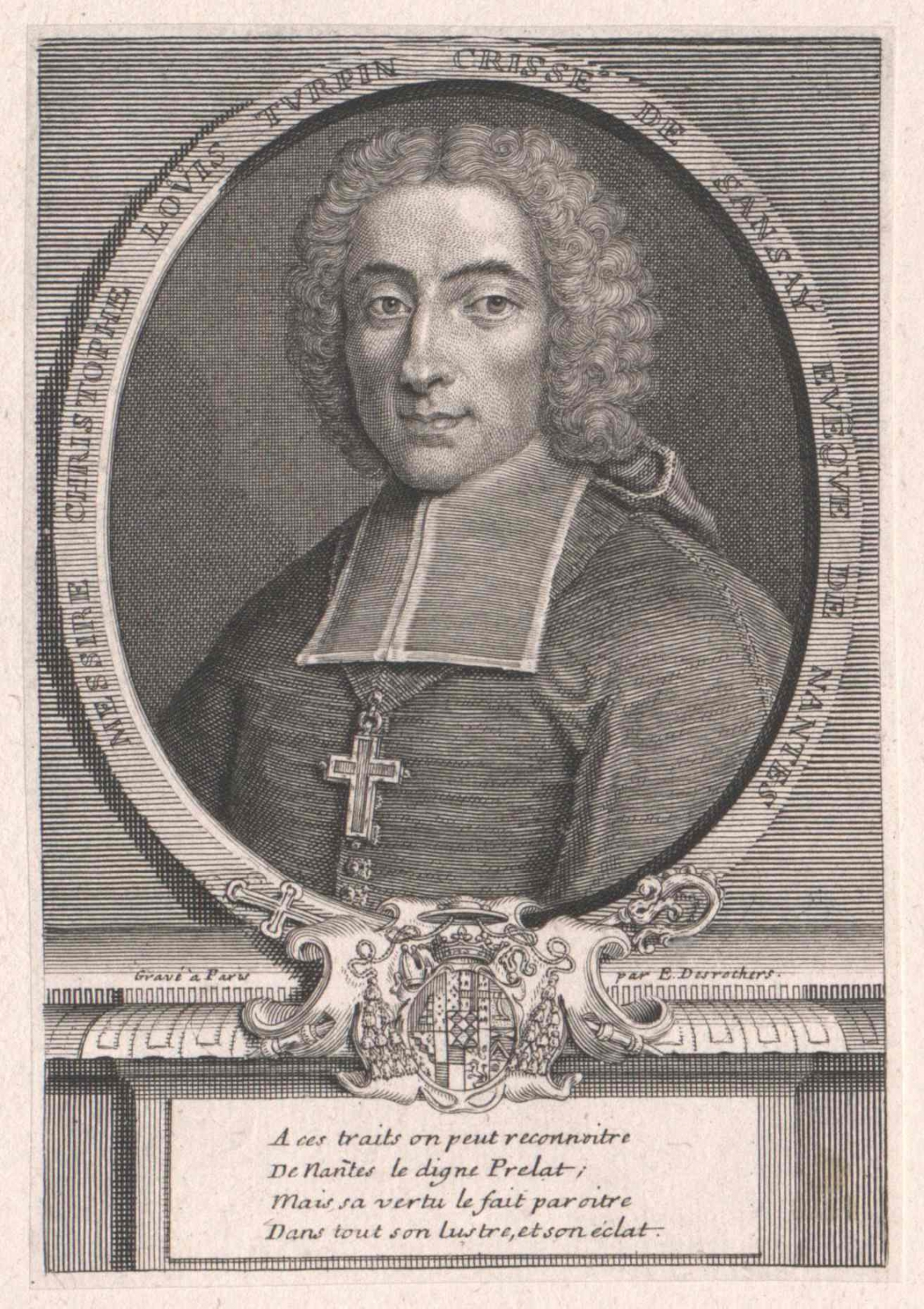
Christophe-Louis Turpin de Crissé de Sanzay (1670-1746)
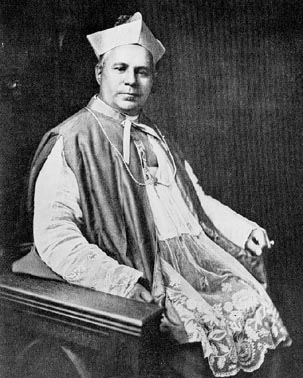
Émile-Joseph Legal (1849-1920)

#### Politique
- Louis-Charles-César Maupassant (1750-1793), député de Loire-Inférieure, fut tué à Machecoul d'un coup de pique en 1793, dans la première attaque du bourg par les paysans rebelles[18], alors qu'il avait été envoyé à Machecoul par le directoire de département pour organiser la levée en masse.
- Julien Mignot de La Martinière (1769-1819), homme politique, est né à Machecoul.
- Henri Le Loup de La Biliais (1836-1916), homme politique, conseiller général de la Loire-Inférieure pour le canton de Machecoul, député de Loire-Inférieure de 1876 à 1898, a été maire de Machecoul de 1871 à 1907.
- Augustin Dutertre de La Coudre (1878-1952), homme politique du Parti Républicain National et Social (PNRS), député de Loire-Inférieure de 1937 à 1940 au sein du groupe parlementaire de la Fédération Républicaine Française (FRF) (le 10 juillet 1940, il avait voté en faveur de la remise des pleins pouvoirs au Maréchal Pétain), a été maire de Machecoul pendant presque un demi-siècle, de 1900 à 1945 (réélu en 1925, 1929, 1935 et 1945).
- Jean Allard de Grandmaison (1905-1970), homme politique du Centre national des indépendants et paysans (CNIP), député de Loire-Inférieure de 1958 à 1962, a été maire de Machecoul de 1953 à 1970, où un boulevard porte aujourd'hui son nom. Il y est décédé pendant son mandat de maire le 12 avril 1970.

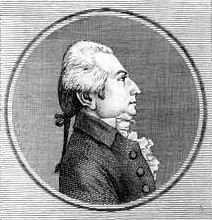
Louis-Charles-César Maupassant (1750-1793)
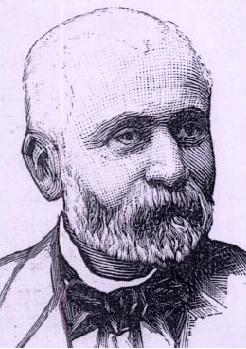
Henri Le Loup de La Biliais (1836-1916)
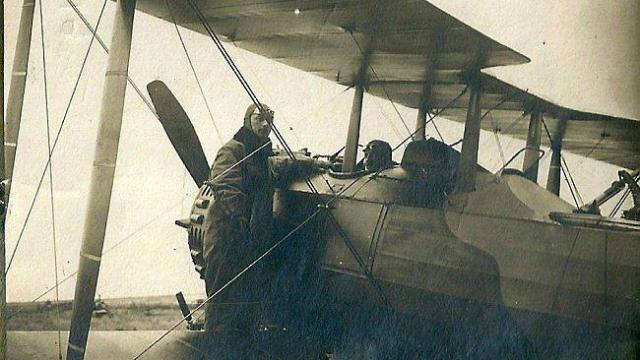
Augustin Dutertre de La Coudre (1878-1952)

#### Armée
- Thomas Mignot de Lamartinière, baron de Lamartinière (1768-1813), général de division et baron d'Empire (son nom figure sur l'Arc de Triomphe de Paris), est né à Machecoul.
- Stanislas Baudry (1777-1830), médecin et colonel du Premier Empire, homme d'affaires, pionnier des transports en commun, a vécu son enfance à Machecoul.
- Camille Ragueneau (1868-1956), général de division[19] qui exerça de hautes responsabilités logistiques durant la Première Guerre mondiale, est né à Machecoul.

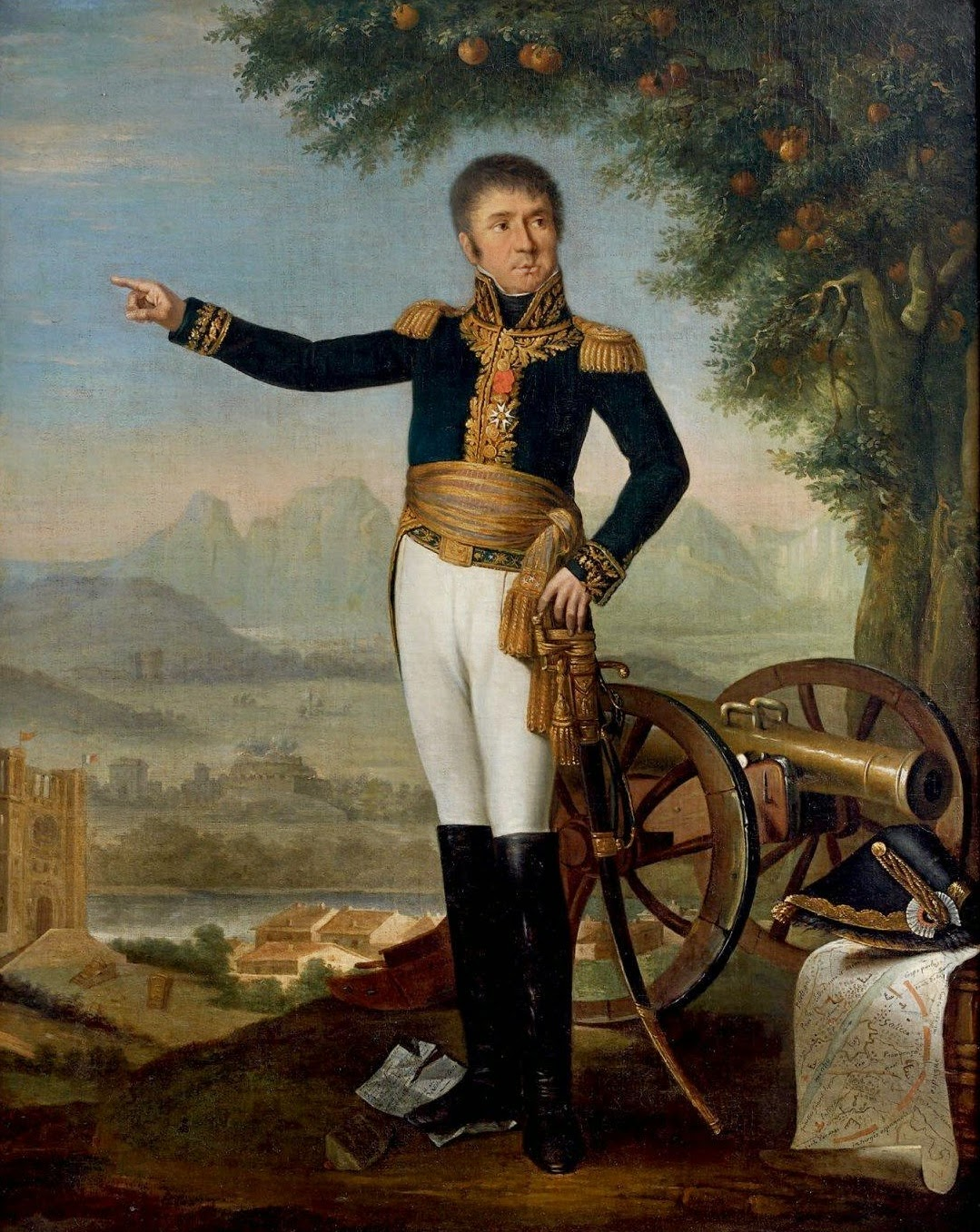
Thomas Mignot de Lamartinière (1768-1813)
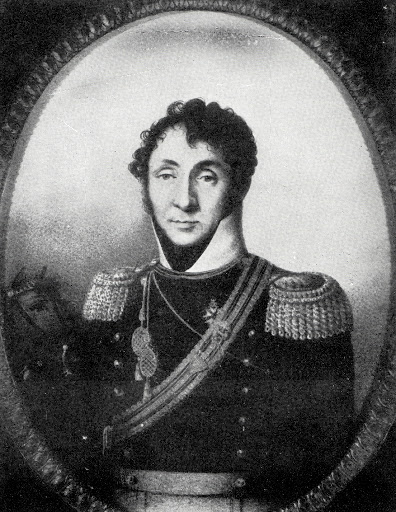
Stanislas Baudry (1777-1830)
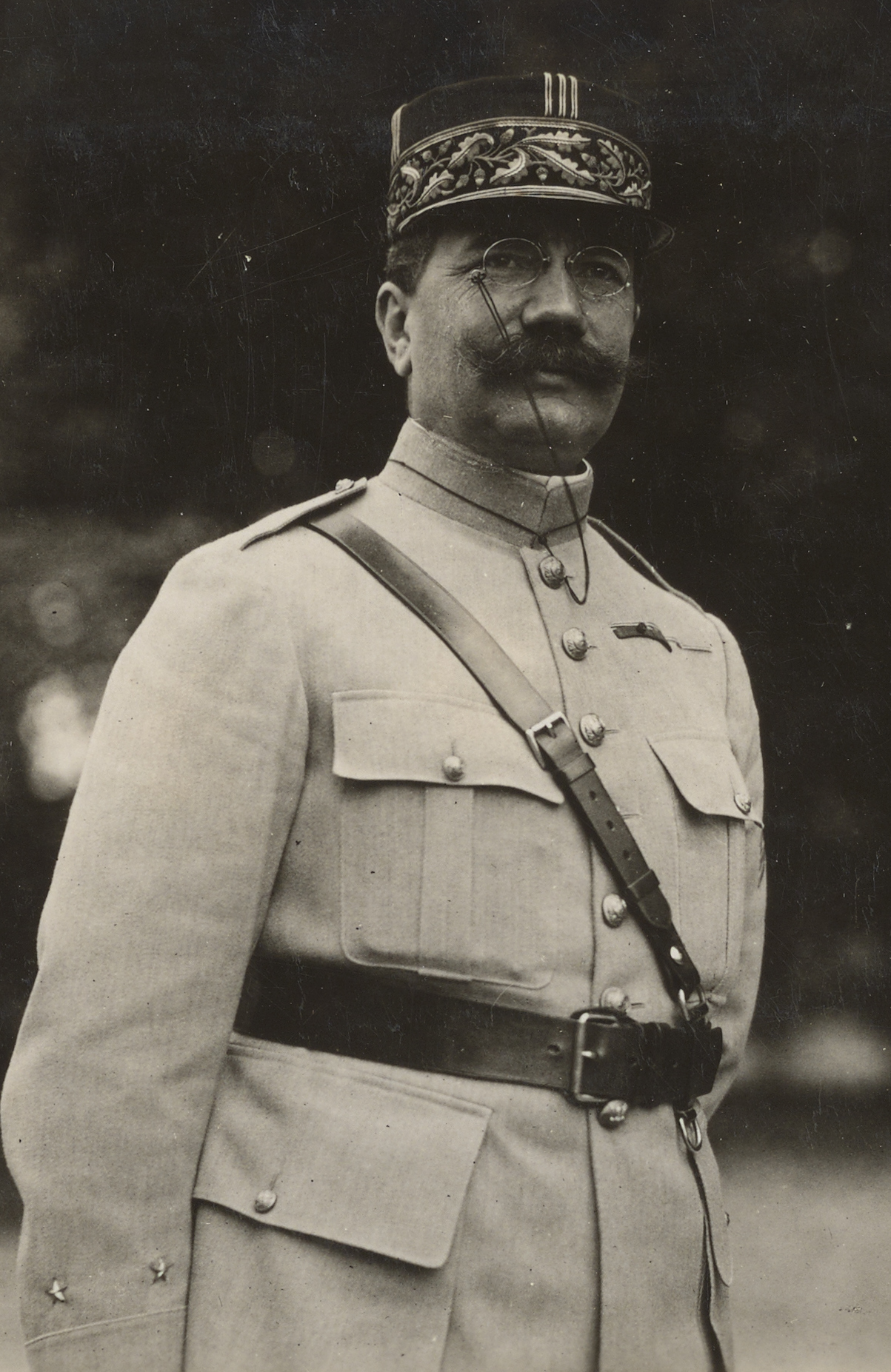
Camille Ragueneau (1868-1956)

#### Arts et lettres
- Mathurin Boffrand (XVIe siècle), fut peintre et maître sculpteur à Machecoul.
- Maurice Emmanuel Lansyer (1835-1893), peintre paysagiste, né à Bouin (Vendée), a vécu son enfance à Machecoul.
- Adeline Boutain (1862-1946), photographe, éditrice de cartes postales à Croix-de-Vie, est née à Machecoul.
- Simone Berriau[20] (1896-1984), chanteuse et comédienne de théâtre, productrice de cinéma et de vedettes, directrice du Théâtre Antoine à Paris, née à Touques (Calvados), a vécu son enfance à Machecoul (la salle de théâtre de Machecoul porte aujourd'hui son nom).
- Jean de La Tousche d'Avrigny (1903-1978), historien, est né à Saint-Même-le-Tenu.
- Armand Pavageau (1922-1984), peintre, a réalisé la fresque historique de Machecoul (1947) mais aussi des vitraux et des paysages.
- Serge Michenaud (1923-1973), poète et dramaturge, est né à Machecoul.
- Maurice Fillonneau (1930-2000), artiste peintre vendéen, aquarelliste, est né à Machecoul.
- Jean Brisson-Duval (1931-1999), artiste-peintre et sculpteur, est né à Machecoul.
- Henri de Grandmaison (1933-2020), journaliste et écrivain, est né à Machecoul.
- Marc Éliard (1958), musicien, bassiste du groupe pop-rock Indochine depuis 1992, est né et a vécu son enfance à Machecoul[21].

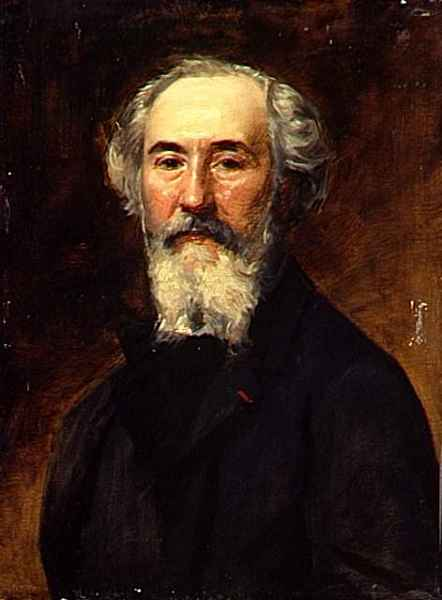
Maurice Emmanuel Lansyer (1835-1893)
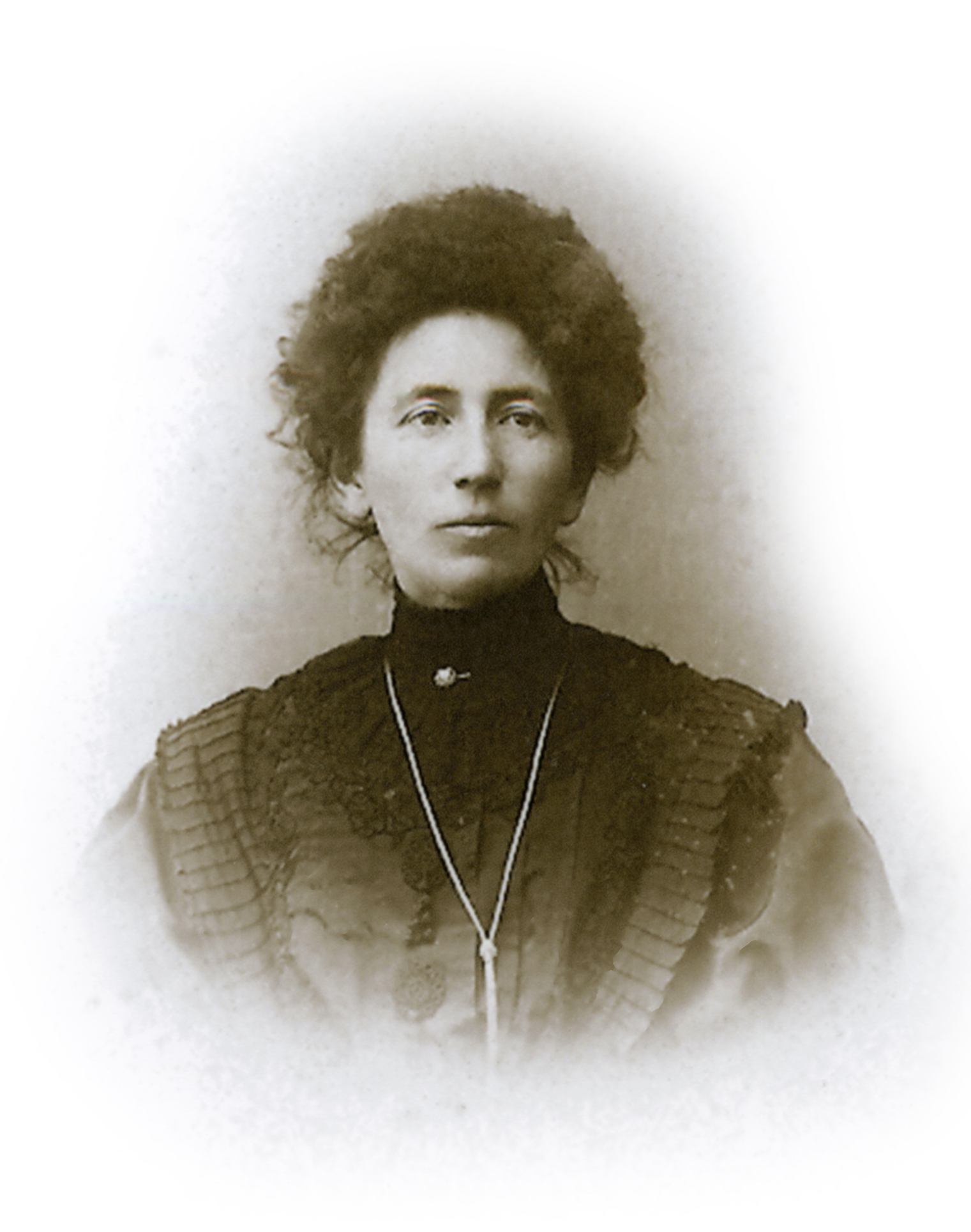
Adeline Boutain (1862-1946)
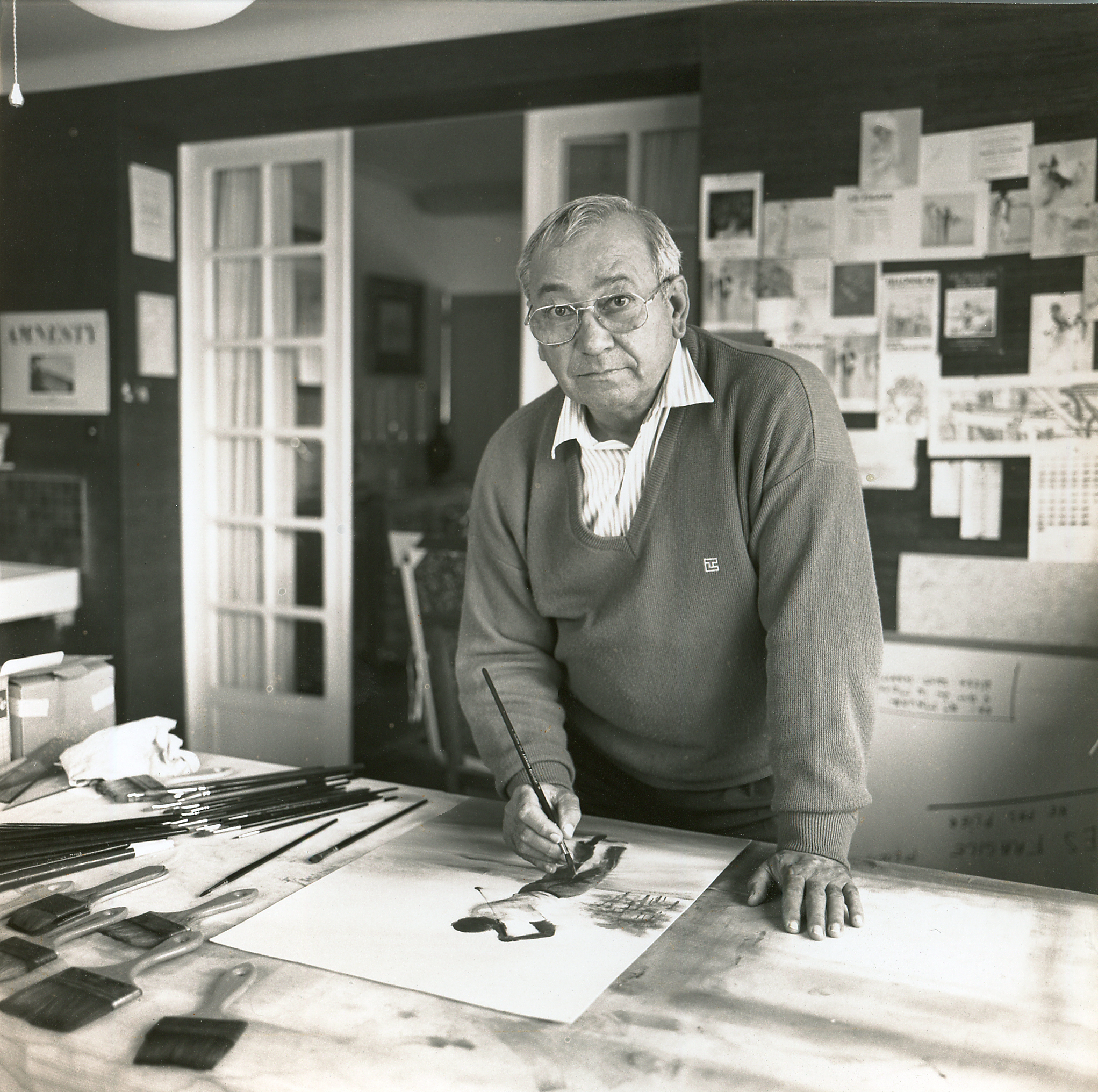
Maurice Fillonneau (1930-2000)
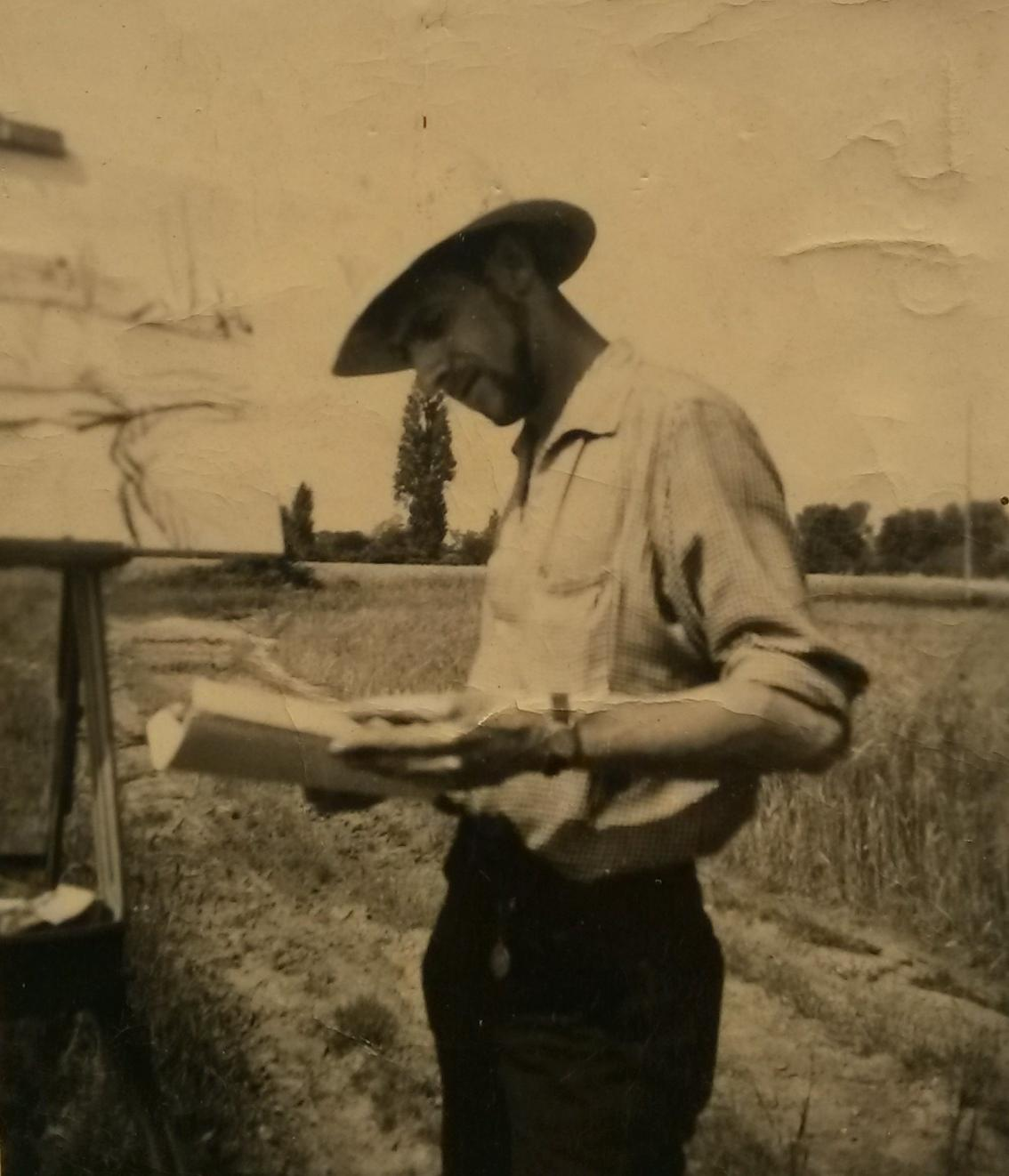
Jean Brisson-Duval (1931-1999)
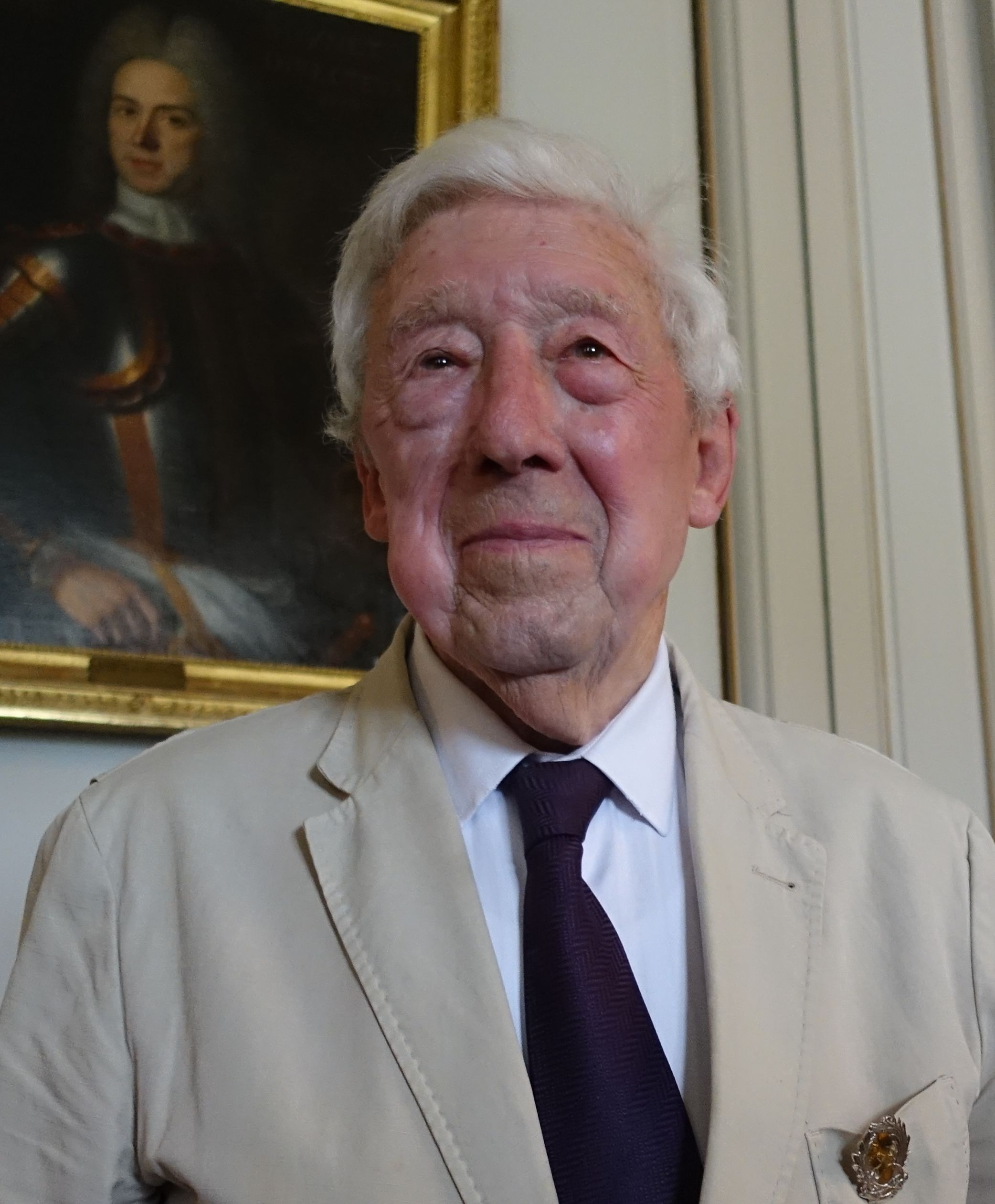
Henri de Grandmaison (1933-2020)

#### Sports
- Gabriel Écomard, as de l'aviation française mort pour la France en 1917, est né à Saint-Même-le-Tenu.
- Claude Simonet (1930), président de la Fédération française de football, a joué de 1962 à 1968 à La Gilles-de-Retz de Machecoul.
- Jean-Michel Fouché (1944-2013), footballeur, international Espoirs et sept fois pré-sélectionné en équipe de France de football, a joué à Machecoul.
- Marc Daviaud, footballeur, gardien de but ayant évolué notamment au SC Challans et au FC Nantes, est né à Machecoul.
- Xavier Redois, vice-champion du monde de bi-cross en 1984 et 1985, et champion de France de bi-cross en 1986 et 1987, est né à Machecoul.
- Cédric Michaud (en) (1976), champion de patinage de vitesse aux Pays-Bas, vainqueur de l'Essent Cup, est né à Machecoul.
- Mickaël Landreau (1979), footballeur professionnel (gardien de but au FC Nantes, au PSG, au LOSC, au SC Bastia et dans l'Équipe de France), est né à Machecoul.
- Cassandra Guilaine (1999), twirleuse, championne junior de twirling bâton, grand prix 2015 de la Fédération sportive et culturelle de France, a été scolarisée à Machecoul (au collège Raymond Queneau).

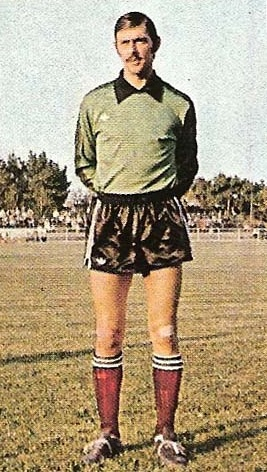
Jean-Michel Fouché (1944-2013)
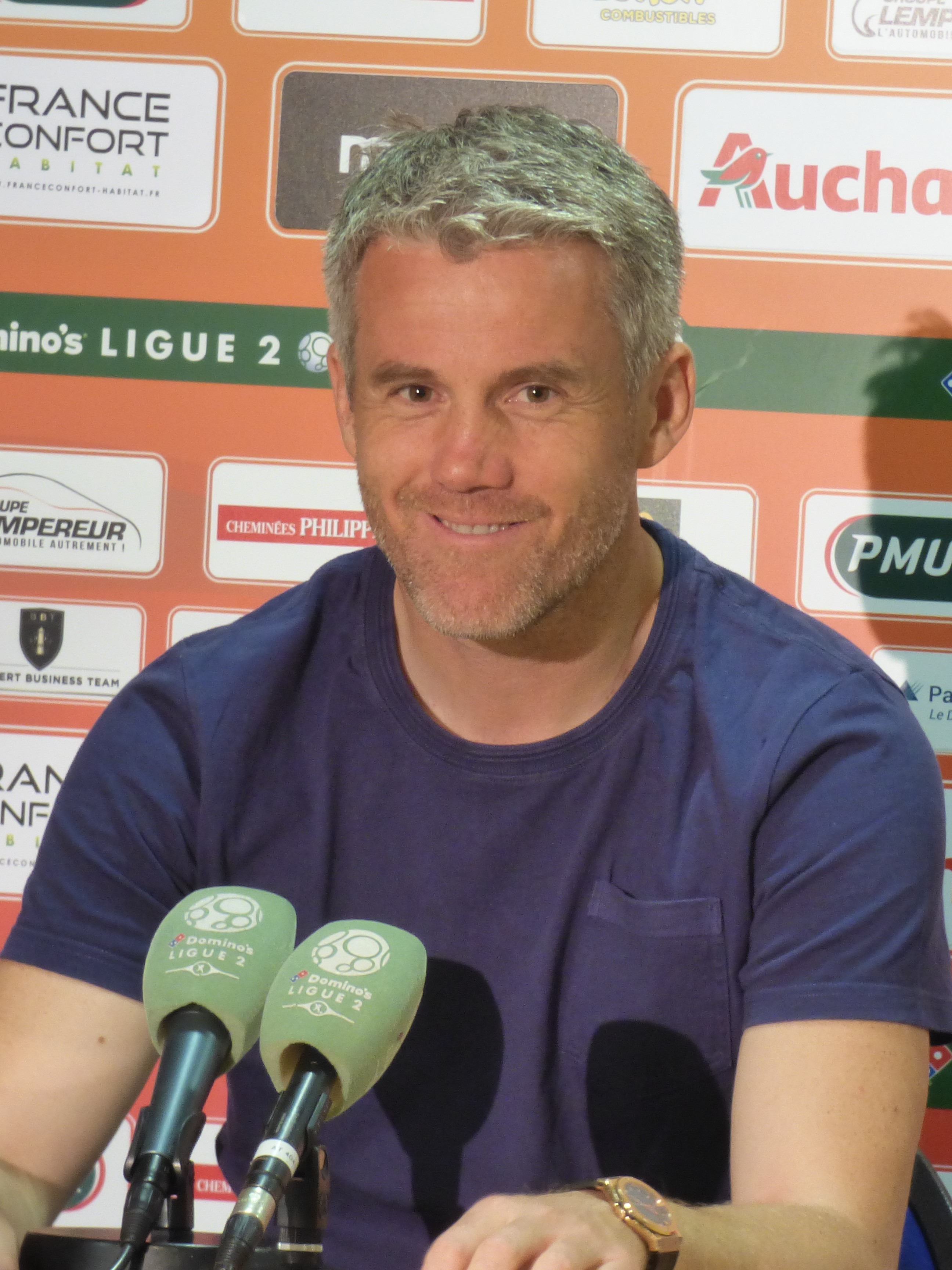
Mickaël Landreau (1979)
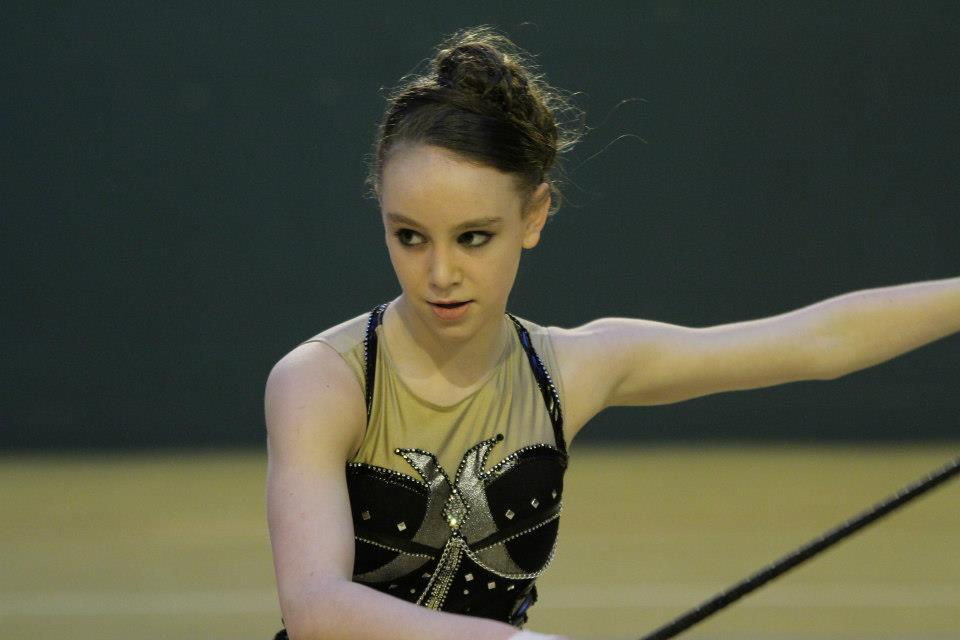
Cassandra Guilaine (1999)

#### Autres
- François Lemeignen (1732-1803), médecin ayant contribué à la création du Jardin des plantes de Nantes, était originaire de Machecoul.
- Émile Reliquet (1837-1894), médecin et chirurgien, est né à Machecoul.
- Marcel Brunelière (1893-1973), a fondé la marque de motos Gitane Testi en 1928 alors qu'il était forgeron mécanicien à Machecoul.
- Bianca Taillard, Miss Bretagne 2008, 4e dauphine de Miss France 2009[22], a vécu son enfance à Machecoul.

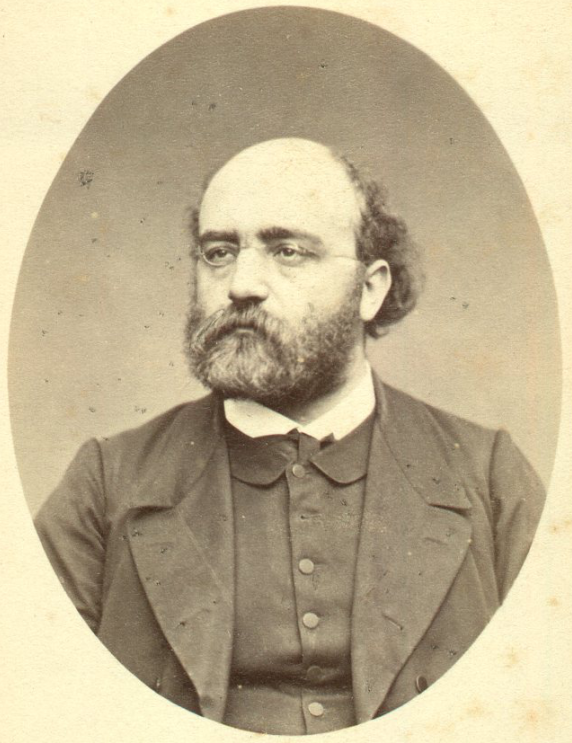
Émile Reliquet (1837-1894)